# هنری جنکینز
هنری جنکینز (انگلیسی: Henry Jenkins؛ زادهٔ ۴ ژوئن ۱۹۵۸) مقاله‌نویس، و استاد دانشگاه اهل ایالات متحده آمریکا است. او استاد دانشگاه MIT است.